# Propionsäurechlorid
Propionylchlorid ist eine chemische Verbindung aus der Gruppe der organischen Carbonsäurehalogenide.

## Gewinnung und Darstellung
Propionylchlorid kann durch Reaktion von Propionsäure mit Phosphortrichlorid oder Thionylchlorid gewonnen werden.

## Eigenschaften
Propionylchlorid ist eine leicht flüchtige, gelbliche Flüssigkeit mit unangenehmem Geruch, die sich in Wasser zersetzt. Sie zersetzt sich bei Erhitzung.

## Verwendung
Propionylchlorid wird zur Einfügung der Propionylgruppe und zur Synthese von Propionatestern verwendet.

## Sicherheitshinweise
Die Dämpfe von Propionylchlorid können mit Luft ein explosionsfähiges Gemisch (Flammpunkt 12 °C, Zündtemperatur 270 °C) bilden.